# Maria Sandel
Maria Gustafva Albertina Sandel, (født 30. april 1870 i Stockholm, død 3. april 1927) var en svensk forfatter.

## Biografi
Maria Sandel var fattig og ugift hele livet. Hun var datter af gårdmand Carl Gustaf Sandel og syerske Maria Charlotta Killander. Som 12-årig forlod hun skolen og fik et arbejde. I 1887, da hun stadig var teenager, emigrerede hun til USA, hvor hun arbejdede som stuepige i fire år. Derfor lærte hun engelsk, og hun studerede også tysk og fransk i en grad, så hun kunne læse skønlitteratur på de sprog.
Hun blev døv som 25-årig, og da hun var i starten af 30'erne fik hun nedsat syn. Ved århundredskiftet var hun vendt tilbage til Sverige, hvor hun drev et ismejeri sammen med sin mor, som også var døv. Herefter arbejdede de hjemmefra som strikkere, men synsnedsættelsen betød snart, at hun ikke længere kunne arbejde med håndarbejdet. Gennem en indsamling på initiativ af forfatteren Amalia Fahlstedt modtog hun fremover løbende økonomisk understøttelse.

## Forfatterskab
Hendes socialistiske og feministiske grundsyn kom til at præge hendes forfatterskab. Allerede under opholdet i Amerika havde hun arbejdet for den svensk-amerikanske emigrantavis Nordstjernan. Da hun var hjemme i Sverige igen, bidrog hun med kampdigte til arbejderpressen.
Hun var blevet socialdemokrat og meldte sig i 1896 ind i Stockholms almindelige kvindeklub (SAK), der arbejdede for kvinders rettigheder og faglige organisering. Det var Sandel, der fandt på navnet til det socialdemokratiske kvindetidsskrift Morgonbris (Morgenbrise), startet af Kvinnornas Fackförbund i 1904.
Gennem SAK fik hun kontakt til borgerlige feminister, der hjalp hende og hendes mor til en bedre bolig. Amalia Fahlstedt rådede hende til at stoppe med kampdigtningen og i stedet skildre sit eget hverdagsmiljø. Hun var også medlem af Tolfterna, et kvindenetværk dannet på initiativ af Ellen Key med deltagere fra alle sociale klasser.
Opmuntret af kvindekredsen omkring Ellen Key debuterede hun i 1908 med novellesamlingen Vid svältgränsen och andra berättelser, efterfulgt af værker som Virveln, 1913, Familjen Vinge, 1913, Hexdansen, 1919, og Droppar i folkhavet, 1924. Maria Sandel var en outsider i såvel de litterære kredse som i sit eget miljø. Hendes prosa er karakteriseret af et vekslende fortælletemperament og skift mellem pessimistisk moralisme og løssluppen humor.
Sandel var inspireret af blandt andre Charles Dickens. Hun var samtidig med arbejderforfatteren Martin Koch, der som kritiker talte positivt om hendes forfatterskab, og de synes på skift at have inspireret hinanden.
Sandels romaner handler om kvinder fra arbejderklassen, om klasserelaterede emner som strejker og solidaritet, og bipersonerne er ofte socialt udsatte fra samfundets margin. Hun kommer også ind på følsomme emner som prostitution, abort og homoseksualitet i sine bøger. Hun er den første svenske kvindelige forfatter til at beskrive den proletariske hverdag fra en personlig vinkel, "køkkenvinduets perspektiv".

## Eftermæle
Hendes forfatterskab har haft en vedvarende relevans, og er løbende blevet genudgivet i Sverige indtil i dag. Det er dog ikke oversat til dansk. Hun er i dag hyldet som en af de store svenske arbejderdigtere og hendes forfatterskab er genstand for forskning.
I Sverige findes et litterært selskab omkring hendes liv og værk; Maria Sandelsällskapet. Efter hendes død blev en gade på Kungsholmen opkaldt efter hende, Maria Sandels Gränd. Hun er begravet på Skogskyrkogården i Stockholm.
I september 2021 blev en mindesten dedikeret til Maria Sandel indviet af kunstneren Sam Westerholm i Sankt Göransparken på Kungsholmen i Stockholm, placeret ved siden af fundamentet af de nødboliger, som tidligere stod der.
Man kan tage på en litteraturvandring i Stockholm i Maria Sandels fodspor med en online guide af Ewa Bergdahl og Anne-Marie Lindgren.